# Lower Tsitika River Provincial Park
Der Lower Tsitika River Provincial Park (auch Lower Tsitika River Park) ist ein 3745 Hektar (ha) großer Provincial Park im Nordwesten von Vancouver Island in der kanadischen Provinz British Columbia. Der Park ist Teil einer ganzen Gruppe von aneinandergrenzenden Schutzgebieten und liegt im Regional District of Mount Waddington.
Bei dem Park handelt es sich um einen sogenannten Backcountry Park, das heißt, es führen keine offiziellen Straßen in den Park. Der Zugang erfolgt hauptsächlich zu Fuß oder über Holzfällerstraßen.

## Anlage
Der Park liegt etwa 10 km südöstlich von Telegraph Cove bzw. 40 km südöstlich von Port McNeill und reicht fast bis an die Johnstone-Straße heran. Das Parkgebiet zieht sich der letzten Kilometer des Tsitika River, bis kurz vor dessen Einmündung in die Robson Bight, entlang. Der Park grenzt jedoch nicht an die Bucht, da ein etwa 1 Kilometer breiter Küstenstreifen Teil des Robson Bight (Michael Bigg) Ecological Reserve ist. Für dieses Schutzgebiet besonderen Typs, welches ebenfalls durch BC Parks verwaltet wird, besteht ein Vorbot es zu betreten. Südöstlich und südwestlich grenzt der Provinzpark dann an das Mount Derby Ecological Reserve und das Tsitika Mountain Ecological Reserve. Die vier Schutzgebiete haben zusammen eine Größe von rund 6570 ha.
Bei dem Park handelt es sich um ein Schutzgebiet der Kategorie Ib (Wildnisgebiet).

## Geschichte
Wie bei fast allen Provincial Parks in British Columbia gilt auch für diesen, dass er lange bevor die Gegend von europäischen Einwanderern „entdeckt“, besiedelt oder sie Teil eines Parks wurde, Jagd- und Fischereigebiet verschiedener Gruppen der First Nations war, hier hauptsächlich der Kwakwaka'wakw.
Der Park wurde am 13. Juli 1995, damals noch als Robson Bight (Michael Bigg) Provincial Park, eingerichtet. Seit seiner Einrichtung änderte sich jedoch sein Schutzstatus bzw. das entsprechende Schutzrecht und die Größe des Schutzgebietes. Bei der letzten Änderung im Jahr 2001 wurde der Park von dem Robson Bight (Michael Bigg) Ecological Reserve abgespalten und zum Lower Tsitika River Park, mit einer Größe von 3745 ha. Innerhalb der Gruppe der Provincial Parks in British Columbia gehört er damit zu den jüngeren Parks. Zeitgleich mit seiner Abspaltung wurden vom Robson Bight (Michael Bigg) Ecological Reserve auch das Tsitika Mountain Ecological Reserve und das Mount Derby Ecological Reserve abgespalten.

## Flora und Fauna
Das Ökosystem von British Columbia wird mit dem Biogeoclimatic Ecological Classification (BEC) Zoning System in verschiedene biogeoklimatischen Zonen eingeteilt. Biogeoklimatische Zonen zeichnen sich durch ein grundsätzlich identisches oder sehr ähnliches Klima sowie gleiche oder sehr ähnliche biologische und geologische Voraussetzungen aus. Daraus resultiert in den jeweiligen Zonen dann auch ein sehr ähnlicher Bestand an Pflanzen und Tieren. Innerhalb dieser Systematik wird das Parkgebiet der Coastal Western Hemlock Zone mit der Very Wet Maritime Subzone (CWHvm) zugeordnet.
Im Parkgebiet wachsen Riesen-Lebensbäume (im englischen Sprachraum „Western Red Cedar“ genannt), Douglasien und westamerikanische Hemlocktannen. In der Gegend wurde zwar vor Einrichtung des Parks Forstwirtschaft betrieben, trotzdem findet sich hier noch ein kleiner Bestand an Primärwald. Epiphytische Flechten und Moose überziehen die Baumstämme. Der Wald hat einen Unterwuchs aus Schwertfarnen und Heidekrautgewächsen.
Im Park kommen unter anderem Schwarzbären und Wapitis (hier die Unterart Cervus elaphus roosevelti, Roosevelt-Wapiti) vor. In den Wäldern brütet auch der Marmelalk und der Habicht.
Der Fluss ist besonders wichtig für seinen Sommerbestand an Stahlkopfforellen, der einzig nennenswerte Bestand, den es noch an der Ostküste von Vancouver Island gibt. Die verschiedenen Bäche die den Park, neben dem Tsitika River, durchziehen, bieten weiterhin Lebensraum für Cutthroat-Forellen, Dolly-Varden-Forellen und Kerzenfische. Auch sind die Gewässer des Parks Laichgebiet für alle fünf pazifischen Lachsarten (Königslachs, Silberlachs, Buckellachs, Rotlachs und Ketalachs).

## Aktivitäten
Der Park ist ein sogenannter „Backcountry Park“ und daher ohne wesentliche touristische Infrastruktur. Im Park gibt es keine ausgewiesenen Campingplätze, allerdings ist sogenanntes wilderness camping erlaubt.